# Orthemis
Orthemis  là một chi chuồn chuồn ngô trong họ Libellulidae. Con đực thường có màu đỏ còn con cái có màu nâu.

## Hình ảnh

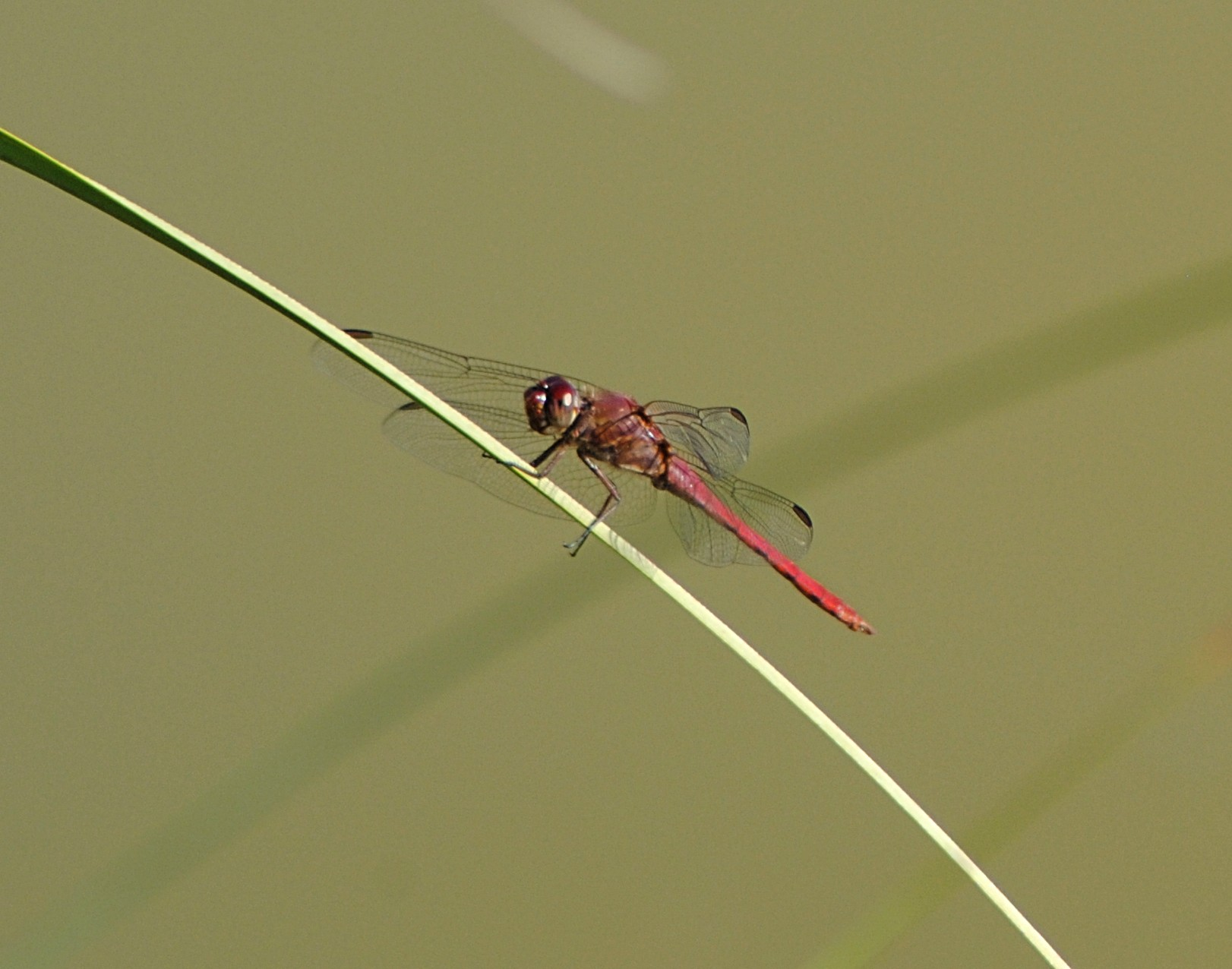
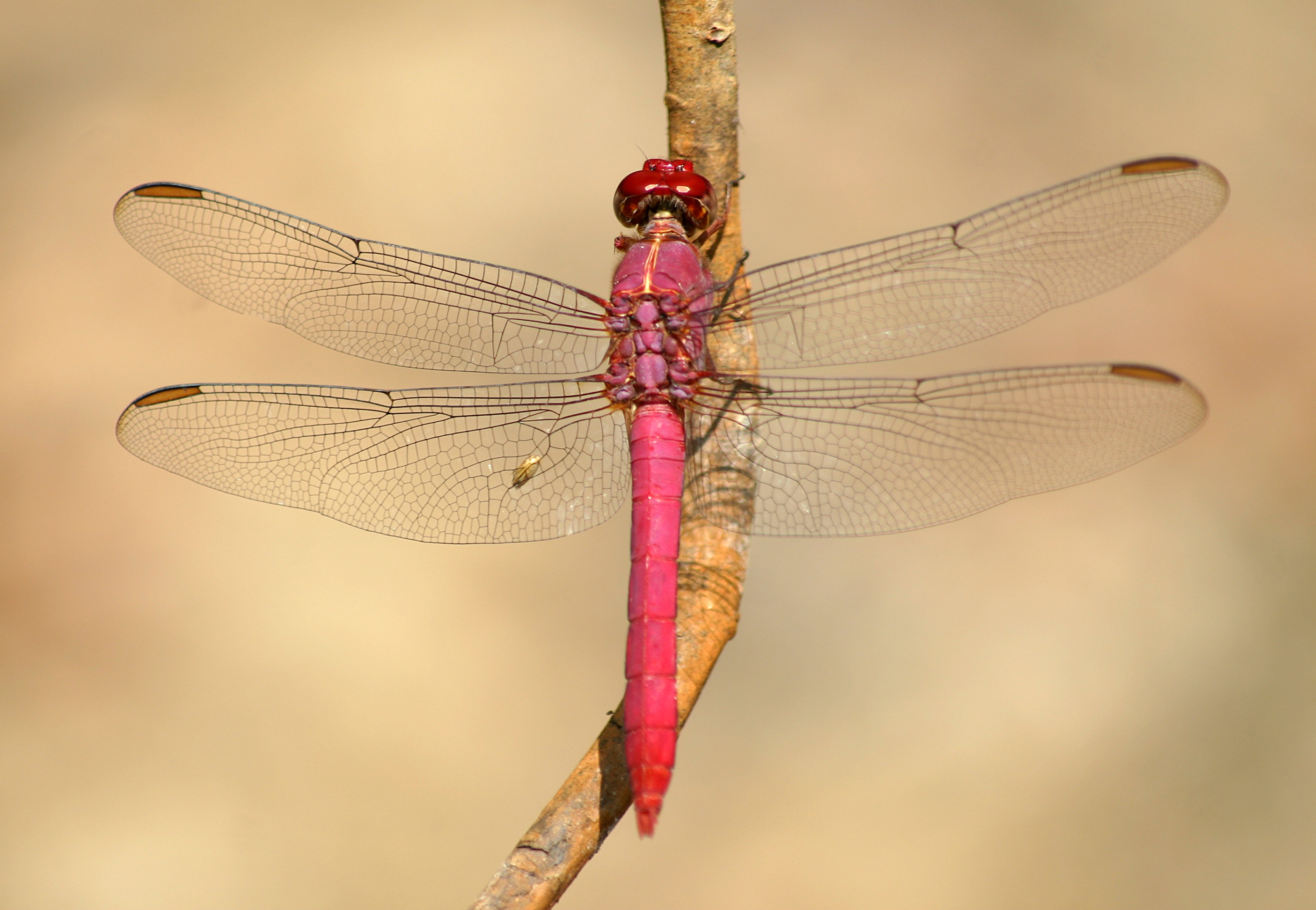

## Các loài
Chi này gồm các loài:
- Orthemis aequilibris Calvert, 1909
- Orthemis ambinigra Calvert, 1909
- Orthemis ambirufa Calvert, 1909
- Orthemis anthracina De Marmels, 1989
- Orthemis attenuata (Erichson, 1848)
- Orthemis biolleyi Calvert, 1906 - Yellow-lined Skimmer[3]
- Orthemis cinnamomea von Ellenrieder, 2009
- Orthemis concolor Ris, 1919 - Concolored Skimmer[4]
- Orthemis coracina von Ellenrieder, 2009
- Orthemis cultriformis Calvert, 1899
- Orthemis discolor (Burmeister, 1839) - Carmine Skimmer[5]
- Orthemis ferruginea (Fabricius, 1775) - Roseate Skimmer[5]
- Orthemis flavopicta Kirby, 1889
- Orthemis harpago von Ellenrieder, 2009
- Orthemis levis Calvert, 1906
- Orthemis macrostigma (Rambur, 1842)
- Orthemis nodiplaga Karsch, 1891
- Orthemis philipi von Ellenrieder, 2009
- Orthemis plaumanni Buchholz, 1950
- Orthemis regalis Ris, 1910 - Regal Skimmer[6]
- Orthemis schmidti Buchholz, 1950
- Orthemis sulphurata Hagen, 1868
- Orthemis tambopatae von Ellenrieder, 2009